# 라디오 프랑스 앵테르나쇼날

라디오 프랑스 앵테르나쇼날 로고

라디오 프랑스 앵테르나쇼날(Radio France Internationale, RFI)은 프랑스의 국제 방송국이다. 프랑스어, 영어, 러시아어 등 19개 언어로 방송한다. 1975년에 개국하였다.

## 사건
코로나를 대비하여 만들어둔 영국 여왕 엘리자베스 2세등 백 명의 유명인의 부고 초안이 실제로 보도되어 논란이 되었다. 초안은 기사로 올라간 즉시 내려졌다.

## 방송 언어
- 프랑스어
- 영어
- 러시아어
- 중국어
- 포르투갈어
- 스페인어
- 독일어
- 베트남어
- 아랍어
- 튀르키예어
- 폴란드어
- 루마니아어

## 같이 보기
- 프랑스 24